# 忍者じゃじゃ丸〜銀河大作戦〜
『忍者じゃじゃ丸～銀河大作戦～』（にんじゃじゃじゃまるぎんがだいさくせん）はジャレコが1991年3月29日に発売したファミリーコンピュータ用ソフト。忍者じゃじゃ丸くんシリーズの1つである。
北米では『Squashed』のタイトルで発売された。

## 概要
主人公じゃじゃ丸とさくら姫が、宇宙の支配者・ドン・デストロイダを倒し宇宙の平和を取り戻すのが目的。全7ステージ構成。舞台は宇宙であるため、敵キャラやアイテム等にも一新されている。また、FC版の忍者じゃじゃ丸くんシリーズにおいては最後の作品となる。

## ゲーム内容

### システム
純粋なアクションゲームらしく、コンティニュー方式。Aボタンを押すとジャンプし、武器を振りおろして踏む攻撃が可能。Bボタンでアイテムを使用し、ボタンを押し続けることでその場で足踏みしてダッシュ、その勢いで大きくジャンプすることが可能。さらに押し続けることでキャラが回転（転がり）し、ダッシュと体当たり攻撃が可能になる。ただし、押し続けすぎると息切れを起こし、少しの間動けなくなる。十字キーの上ボタンで各ステージの最後に設置されているゴールゾーンへ入り、ステージクリアになる。
ポーズについては、スタートボタンを押し続けなければならない。

### アイテム
コスモ手裏剣
三日月形のブーメランを投げる。一定距離を飛んだ後いったんその場で滞空し、プレイヤーの元へ戻る。
コスモショット
放物線を描く爆弾を投げつける。着弾すると一定時間その場で爆発し続ける。じゃじゃ丸はコメットショット(星形)、さくら姫はラブリーショット(ハート型)を投げる。
コスモスーツ
被弾に1回だけ耐える。
ホバホバの術
一定時間、空中をジャンプすることが可能になる。取得すると、コスモスーツも同時に取得。
パルサーの術
一定時間、ジャンプが宙返りをしながら飛ぶものに変わる。通常のジャンプ攻撃に比べ、常に攻撃判定が出る。
メカメカの術
一定時間、「メタル・ガマパックン」に変化する。ジャンプでしか移動できなくなるが、敵に近付くと食べて1UPする。
トメトメ・タイムの術
一定時間、敵の動きを停止させる。
1UP
残機が増える。3UPが入っている箇所もある。
得点
スコアが増える。
魔獣の素
アルファベットが書かれたアイテム。3個集めると、ボス戦でプレイヤーをサポートする「お助け魔獣」を呼び出す事ができる。
- 攻撃魔獣バホバホ

Aを3つ集めると登場。「衝撃音波」を吐きボスを威嚇する。
- 軽量魔獣バネバネ

Jを3つ集めると出現。「軽量音波」を吐き、これにプレイヤーが当たるとジャンプ力が上がる。
- 加速魔獣ビュンビー

Sを3つ集めると出現。「加速音波」を吐き、これにプレイヤーが当たると移動速度が上がる。
- 失敗魔獣スカスカ

3つ集めた魔獣の素が揃っていないと出現。ぼーとしているだけで、何もしてくれない。

## 設定

### ステージ構成
- WORLD・1 「はっけん!げつめんきち!!」
- WORLD・2 「げきせん!うちゅうのようさい!!」
- WORLD・3 「きょうふ!もえるわくせい!!」
- WORLD・4 「しんぴ!ほしくずのなぞ!?」
- WORLD・5 「へんてこ!でこぼこわくせい!!」
- WORLD・6 「かいき!うちゅうのはかば!!」
- WORLD・7 「たいけつ!ドンデストロイダ!!」

## 登場キャラクター
じゃじゃ丸
忍者じゃじゃ丸くんシリーズにおける主人公。ダッシュ力が速いが、ジャンプ力が低い。
さくら姫
本作はプレイヤーとして参戦。ジャンプ力が高いが、ダッシュ力が遅い。

## 他機種版
| No. | タイトル                    | 発売日         | 対応機種        | 開発元             | 発売元             | メディア                            | 型式 | 備考            | 出典        |
| --- | --------------------------- | -------------- | --------------- | ------------------ | ------------------ | ----------------------------------- | ---- | --------------- | ----------- |
| 1   | 忍者じゃじゃ丸 コレクション | 2019年12月12日 | Nintendo Switch | シティコネクション | シティコネクション | Switch専用ゲームカード ダウンロード | -    | 収録ソフトの1つ | [ 2 ] [ 3 ] |
| 2   | 忍者じゃじゃ丸 コレクション | 2021年5月20日  | PlayStation 4   | シティコネクション | シティコネクション | BD-ROM ダウンロード                 | -    | 収録ソフトの1つ | [ 4 ] [ 5 ] |

## スタッフ
- プログラム：PRINCE・K、ぱいるだー いがしー、よしだ せんしゃのすけ
- グラフィック：さぼてん あつし、あいだ しょう、わたなべ・3
- サウンド：じゃんきー たかしば（高芝泰彦）、鈴木康行
- データマン：SOH、なのに まえかわ
- デバッグ・スペシャル：MYAU-KUN、DREAMER MIZU、でばっがーのみなさん
- スペシャル・サンクス：REVENGE OF JONATHAN、NOA しむら（志村正義）、ALL-JALECO-STAFF
- ディレクト：DICK SAKAMOTO

## 評価
ゲーム誌『ファミコン通信』の「クロスレビュー」では合計22点（満40点）、『ファミリーコンピュータMagazine』の読者投票による「ゲーム通信簿」での評価は以下の通りとなっており、19.2点（満30点）となっている。
| 項目 | キャラクタ | 音楽 | お買得度 | 操作性 | 熱中度 | オリジナリティ | 総合 |
| 得点 | 3.5        | 3.2  | 3.1      | 3.2    | 3.2    | 3.0            | 19.2 |